# Stalexport (wieżowce)
Stalexport (pierwotnie Centrala Handlu Zagranicznego) – dwa wieżowce (Stalexport 1 oraz Stalexport 2) złączone ze sobą u podstawy ukończone odpowiednio w 1981 i 1982 roku w Katowicach przy ulicy Adama Mickiewicza 29. Trzonolinowce zostały zaprojektowane przez jugosłowiańskiego architekta Georga Gruićicia w końcu lat 70. XX wieku.
Po KTW2, Altusie i Wieżowcu Wojewódzkim są najwyższymi budynkami w Katowicach.
Mierzą odpowiednio:
- Stalexport A - 97 metrów i 22 piętra (5 834 m² powierzchni biurowej)
- Stalexport B - 92 metry  i 20 pięter (5 178 m² powierzchni biurowej)

Całkowita powierzchnia obu wież wynosi 27 183 m², a kubatura 117 600 m³.
Przy obiekcie zlokalizowany jest parking na 346 pojazdów.
W obu budynkach, włącznie z trójkondygnacyjną podstawą, znajduje się ponad 700 biur, w obu wieżowcach zamontowano po cztery windy. 
Pierwotnie użytkowane jako biura Centrali Handlu Zagranicznego.
Obecnie w wieżowcach tych znajduje się między innymi: 
- Śląska Organizacja Turystyczna
- Wyższa Szkoła Technologii Informatycznych w Katowicach
- Śląska Wyższa Szkoła Medyczna
- Radio Planeta
- Antyradio
- TÜV NORD Polska

oraz kilkadziesiąt mniejszych podmiotów.